# Aleksandar Jordanow
Aleksandar Jordanow Aleksandrow (auch Alexandar Yordanov Alexandarov geschrieben, bulgarisch Александър Йорданов Александров; * 13. Februar 1952 in Warna) ist ein bulgarischer Politiker der Union der Demokratischen Kräfte (SDS) und ehemaliger Präsident des bulgarischen Parlaments, Diplomat und Philosoph.

## Politik
Er war Vorsitzender der 36. Nationalversammlung (1992–1994), Vorsitzender der SDS-Fraktion in der 36. Nationalversammlung, Mitglied der 7. Großen Nationalversammlung (1990–1991), SDS-Mitglied der 37. und 38. Nationalversammlung, Vorsitzender (1991–1994) des außenpolitischen Ausschusses der 36. Nationalversammlung, Vorsitzender der Radikaldemokratischen Partei (RDP) in Bulgarien (1993–2000), Stellvertretender Vorsitzender der SDS (1991–1993), Mitglied des Nationalen Exekutivrates der SDS (2007), Mitglied des SDS-Nationalrates.
Zwischen 1998 und 2001 war Jordanow bulgarischer Botschafter in Polen und betreute von Warschau auch die Baltischen Staaten Litauen, Lettland und Estland. Im Juli 2001 wurde Jordanow, nach Angel Dimitrow, Zweiter bulgarischer Botschafter in Nordmazedonien. Er blieb auf diesem Posten bis Ende August 2005, als Micho Michow sein Nachfolger wurde.
Bei der Europawahl 2019 gewann er für SDS ein Mandat und ist seitdem Mitglied im neunten Europäischen Parlament als Teil der EVP-Fraktion.

## Bibliographie
- Личности и идеи (1986)
- В сянката на думите (1989)
- Своечуждият модернизъм (1993)
- Надеждата срещу безвремието (1993)
- Да нарушим Сценария! (2008)
- Завръщане (2006)
- Време за опозиция (2008)
- Днес е хубав ден! (2008)